# Eskovina clava
Genre
Synonymes
- Oinia Eskov, 1984 nec Hedqvist, 1978

Espèce
Synonymes
- Gongylidium clavus Zhu & Wen, 1980
- Oinia trilineata Eskov, 1984

Eskovina clava, unique représentant du genre Eskovina, est une espèce d'araignées aranéomorphes de la famille des Linyphiidae.

## Distribution
Cette espèce est se rencontre en Russie dans l'Oblast d'Amour, le Kraï de Khabarovsk et le Kraï du Primorie, en Chine en Mongolie-Intérieure et au Jilin et en Corée du Sud.

## Étymologie
Cet genre est nommé en l'honneur de Kirill Yuryevich Eskov.

## Publications originales
- Zhu & Wen, 1980 : A preliminary report of Micryphantidae (Arachnida: Araneae) from China. Journal of Bethune Medical University, vol. 6, p. 17-24.
- Koçak & Kemal, 2006 : On the nomenclature of some Arachnida. Misc. Papers Centre entomol. Stud. Ankara, vol. 100, p. 5-6 (texte intégral).
- Eskov, 1984 : New and little known genera and species of spiders (Aranei, Linyphiidae) from the Far East. Zoolicheskii Zhurnal, vol. 63, p. 1337-1344.